# كل شيء، كل شيء (فيلم)
 كل شيء، كل شيء فيلم درامي رومانسي عام 2017 إخراج ستيلا ميغي وكتبه جي. ميلز جودلو، استنادا إلى رواية الشبابية 2015 التي تحمل نفس الاسم من قبل نيكولا يون. الفيلم بطولة أماندلا ستينبرغ ونيك روبينسون، تم أصداره في 19 مايو 2017، من قبل وارنر بروس بيكتشر.

## روابط خارجية
- Official website
- كل شيء، كل شيء على موقع IMDb (الإنجليزية)
- كل شيء، كل شيء على موقع ميتاكريتيك (الإنجليزية)
- كل شيء، كل شيء على موقع روتن توميتوز (الإنجليزية)
- كل شيء، كل شيء على موقع قاعدة بيانات الأفلام العربية
- كل شيء، كل شيء على موقع ألو سيني (الفرنسية)
- كل شيء، كل شيء على موقع Turner Classic Movies (الإنجليزية)
- كل شيء، كل شيء على موقع أول موفي (الإنجليزية)
- كل شيء، كل شيء على موقع بوكس أوفيس موجو (الإنجليزية)
- كل شيء، كل شيء على موقع فيلمافينيتي (الإسبانية)
- كل شيء، كل شيء على موقع قاعدة بيانات الأفلام السويدية (السويدية)